# ФК АП Брера
Футболна Akademija Pandev Brera Strumica (на македонска литературна норма: Фудбалска Академија Пандев Брера Струмица), или просто Академия Пандев, е юношески футболен клуб от Струмица, Република Македония. Мъжкият отбор е част от Първа македонска футболна лига.

## История
Академията е основана през 2010 г. от македонската футболна суперзвезда Горан Пандев, на когото носи името. От 2014 г. Академията има мъжки отбор, който се състезава в македонските футболни лиги. През 2017 г. той печели промоция за Първа македонска футболна лига.

## Успехи
Втора македонска футболна лига: 2016/17
 Купа на Македония:
- 1/2 финалист (1): 2024/25

## Бългаски футболисти
- Ангел Грънчов: 2019/20 - (5 мача -  0 гола)